# Pölhö (ö i Norra Österbotten)
Pölhö är en ö i Finland. Den ligger i sjön Siniluodonlahti och i kommunen Brahestad i den ekonomiska regionen  Brahestads ekonomiska region  och landskapet Norra Österbotten, i den centrala delen av landet, 500 km norr om huvudstaden Helsingfors. Öns area är 1,1 hektar och dess största längd är 170 meter i nord-sydlig riktning.